# خانواده استروتسی

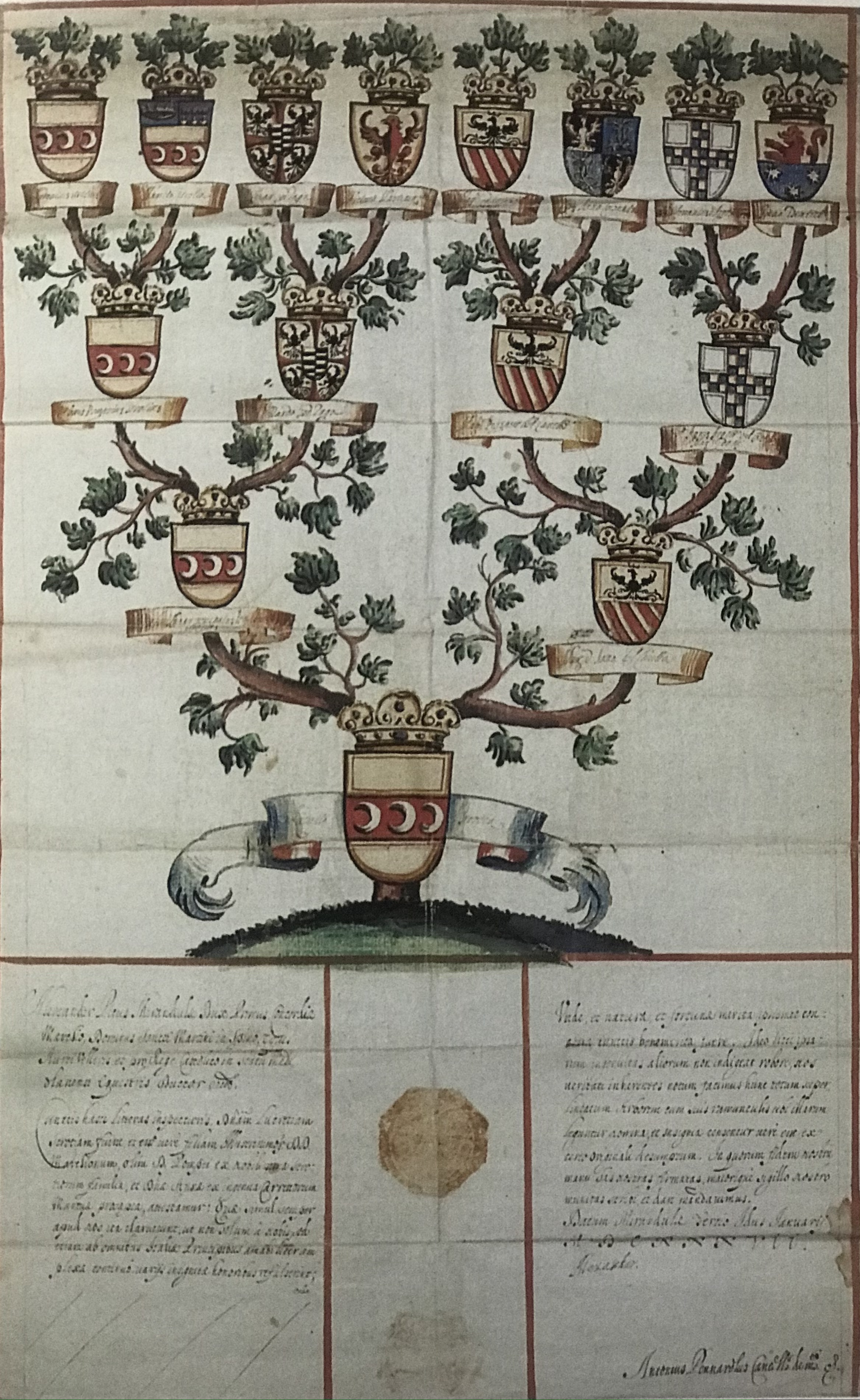
شجره‌نامه خانوادگی پمپئو استروزی

خانواده استروتسی (به ایتالیایی: Strozzi family) خانواده سرشناس ایتالیایی مستقر در شهر فلورانس است، که افراد منسوب به آن، در زمینه بانکداری و سیاست فعالیت می‌کنند. بنیانگذار خانواده استروتسی، پالا استروتسی (۱۳۷۲-۱۴۶۲) بود. این خانواده در قرن پانزدهم میلادی، ثروتمندترین خانواده فلورانس و رقیب اصلی خانواده مدیچی محسوب می‌شدند. خانواده استروتسی در دوره حکومت خانواده مدیچی بر فلورانس، بر شهر سیه‌نا حکومت می‌کردند. کاخ استروتسی متعلق به این خانواده می‌باشد.